# Giulia da Varano
Giulia da Varano (24 mars 1523 - 18 février 1547), est une aristocrate italienne membre de la famille da Varano. Elle est duchesse de Camerino de 1527 à 1539 et duchesse d'Urbino par mariage de 1534 jusqu'à sa mort.

## Biographie

### Famille et jeunesse
Née à Camerino le 24 mars 1523,, Giulia est la fille unique de Giovanni Maria da Varano, duc de Camerino, et de Caterina Cybo. Ses grands-parents paternels sont Giulio Cesare da Varano, seigneur de Camerino et Giovanna Malatesta. Ses grands-parents maternels sont Franceschetto Cybo, duc de Spolète, et Madeleine de Médicis. Peu de temps après sa naissance, Giulia est baptisée par Varinus Phavorinus.

### Duchesse de Camerino
Giovanni Maria da Varano meurt le 14 août 1527. Giulia, en tant que seule enfant légitime, lui succède après avoir reçu l'investiture officielle du pape Clément VII. Sa mère exerce la régence jusqu'en 1535. Avant sa mort, le père de Giulia organise ses fiançailles avec Mattia, le fils d'Ercole da Varano, un membre de la branche ferraraise de la famille Da Varano ayant des liens étroits avec la maison d'Este. De cette manière, Giovanni Maria voulait s'assurer du soutien des ducs de Ferrare au règne de sa fille et maintenir également Camerino entre les mains de la famille da Varano. Cependant, la mère de Giulia refuse d'accomplir la volonté de son défunt mari. Afin de protéger les intérêts de sa fille contre ses proches de Ferrare, Caterina Cybo la promet en mariage à Guidobaldo della Rovere, héritier du duché d'Urbino. Le 14 décembre 1527, un accord est signé à Todi selon lequel, Giulia doit épouser Guidobaldo quand elle aura atteint l'âge suffisant et lui apporter une dot de 30 000 ducats. Aux termes de cet accord, son mari deviendra également co-dirigeant du duché de Camerino avec la moitié des revenus du domaine comme propriété personnelle,.
Ce mariage rencontre l'opposition du pape Paul III, qui envisage de marier Giulia avec son petit-fils Octave Farnèse. Malgré l'opposition du Saint-Siège, le 11 octobre 1534, la duchesse douairière marie sa fille de onze ans à l'héritier d'Urbino, âgé de vingt ans. Immédiatement après, le pontife exige que le duché de Camerino soit restitué aux États pontificaux. En 1539, Giulia est contrainte de céder la propriété du duché au pape Paul III pour 78 000 écus. Après d'intenses pressions du Saint-Siège en 1542, Guidobaldo reconnaît également l'annexion du duché aux États pontificaux,.
Le mariage de Giulia da Varano et de Guidobaldo II della Rovere produit deux enfants : le premier meurt peu de temps après sa naissance, et la seconde est une fille, Virginia (17 septembre 1544 - février 1571), qui s'est d'abord mariée en 1560 avec Federico Borromeo, comte d'Arona (neveu du pape Pie IV), et deuxièmement en 1569 avec Ferdinando Orsini, duc de Gravina. Virginia n'a aucun enfant survivant, et la lignée de Giulia s'éteint avec la mort de sa fille.
Giulia da Varano meurt le 18 février 1547 à l'âge de vingt-trois ans à Fossombrone et est inhumée dans l'église du monastère Sainte-Claire d'Urbino. Lors de l'exhumation de la dépouille de la duchesse en 1999, les chercheurs ont découvert qu'elle a été enterrée avec une luxueuse robe,.

## Portraits
Le Portrait de Giulia da Varano della Rovere par Titien réalisé vers 1545-1547 est actuellement conservé au palais Pitti. Dans les collections du musée de la ville de Camerino est aussi conservé un portrait enfantin de Giulia da Varano par Dosso Dossi.